# 在原友于
在原 友于（ありわら の ともゆき）は、平安時代前期の公卿。中納言・在原行平の子。平城天皇の曾孫にあたる。官位は正四位下・参議。

## 経歴
左京少進・春宮少進・主殿権助を経て、元慶元年（877年）陽成天皇の即位に伴う叙位にて従五位下に叙爵する。元慶3年（879年）右兵衛権佐に任ぜられると、元慶7年（883年）右近衛権少将と武官を務めた。元慶3年（879年）清和上皇の龍門寺参詣の際、源昇と共に供奉し、大伴・安曇仙人の旧廬を見て往時を偲び涙したという。
元慶8年（884年）光孝天皇の即位に前後して従五位上に叙せられると、宇多朝前半まで近衛少将を務めながら、仁和4年（888年）正五位下、寛平4年（892年）従四位下と順調に昇進し、寛平7年（895年）には蔵人頭に任ぜられた。
寛平9年（897年）醍醐天皇の即位に伴って蔵人頭を止められて左近衛中将兼修理大夫を務めるが、昌泰2年（899年）蔵人頭に再任され、翌昌泰3年（900年）参議に任ぜられ公卿に列した。議政官を務める傍ら修理大夫・左兵衛督を兼ね、延喜6年（906年）正四位下に至る。延喜7年（907年）には大宰権帥を兼帯している。 
延喜10年（910年）4月20日卒去。享年68。最終官位は参議正四位下大宰権帥。

## 官歴
注記のないものは『日本三代実録』による。
- 貞観13年（871年） 3月11日：左京少進[1]
- 貞観17年（875年） 2月27日：春宮少進（春宮・貞明親王）[1]
- 貞観18年（876年） 12月27日：主殿権助[1]
- 元慶元年（877年） 正月3日：従五位下。4月19日：聴衣服禁色（蔵人）
- 元慶2年（878年） 10月1日：次侍従
- 元慶3年（879年） 正月11日：右兵衛権佐[1]
- 元慶7年（883年） 正月10日：右近衛権少将[1]
- 元慶8年（884年） 2月22日：従五位上
- 仁和元年（885年） 2月20日：兼播磨権介
- 仁和2年（886年） 6月19日：右近衛少将[1]
- 仁和4年（888年） 2月10日：左近衛少将[1]。11月25日：正五位下[1]
- 寛平2年（890年） 正月28日：兼讃岐権介[1]
- 寛平4年（892年） 正月7日：従四位下[1]。2月21日：内蔵頭[1]
- 寛平5年（893年） 閏5月1日：修理大夫[1]
- 寛平7年（895年） 12月10日：蔵人頭[1]
- 寛平8年（896年） 正月26日：兼侍従[1]
- 寛平9年（897年） 正月11日：右近衛中将、修理大夫如元[1]。6月19日：左近衛中将[1]。7月：止蔵人頭[1]。11月23日：従四位上[1]
- 寛平10年（898年） 正月9日：兼美濃権守[1]
- 昌泰2年（899年） 正月11日：兼備前守[1]。3月28日：還補蔵人頭[1]
- 昌泰3年（900年） 正月28日：参議[1]。2月：兼修理大夫[1]。8月30日：兼左兵衛督[1]
- 昌泰4年（901年） 2月19日：兼備中守[1]
- 延喜4年（904年） 正月25日：兼近江権守[1]
- 延喜6年（906年） 正月7日：止近江権守、正四位下[1]
- 延喜7年（907年） 正月13日：任大宰大弐、止修理大夫、参議左兵衛督如元[1]。5月1日：改大宰権帥、参議如元[1]
- 延喜10年（910年） 4月20日：卒去（参議正四位下大宰権帥）[2]